# Harkness Tower
Harkness Tower es una torre de mampostería en la Universidad de Yale en New Haven, Connecticut. Parte del complejo del Cuadrángulo de Memorial de Gothic Collegiate que se completó en 1922, lleva el nombre de Charles William Harkness, hermano del mayor benefactor de Yale, Edward Harkness.

## Historia

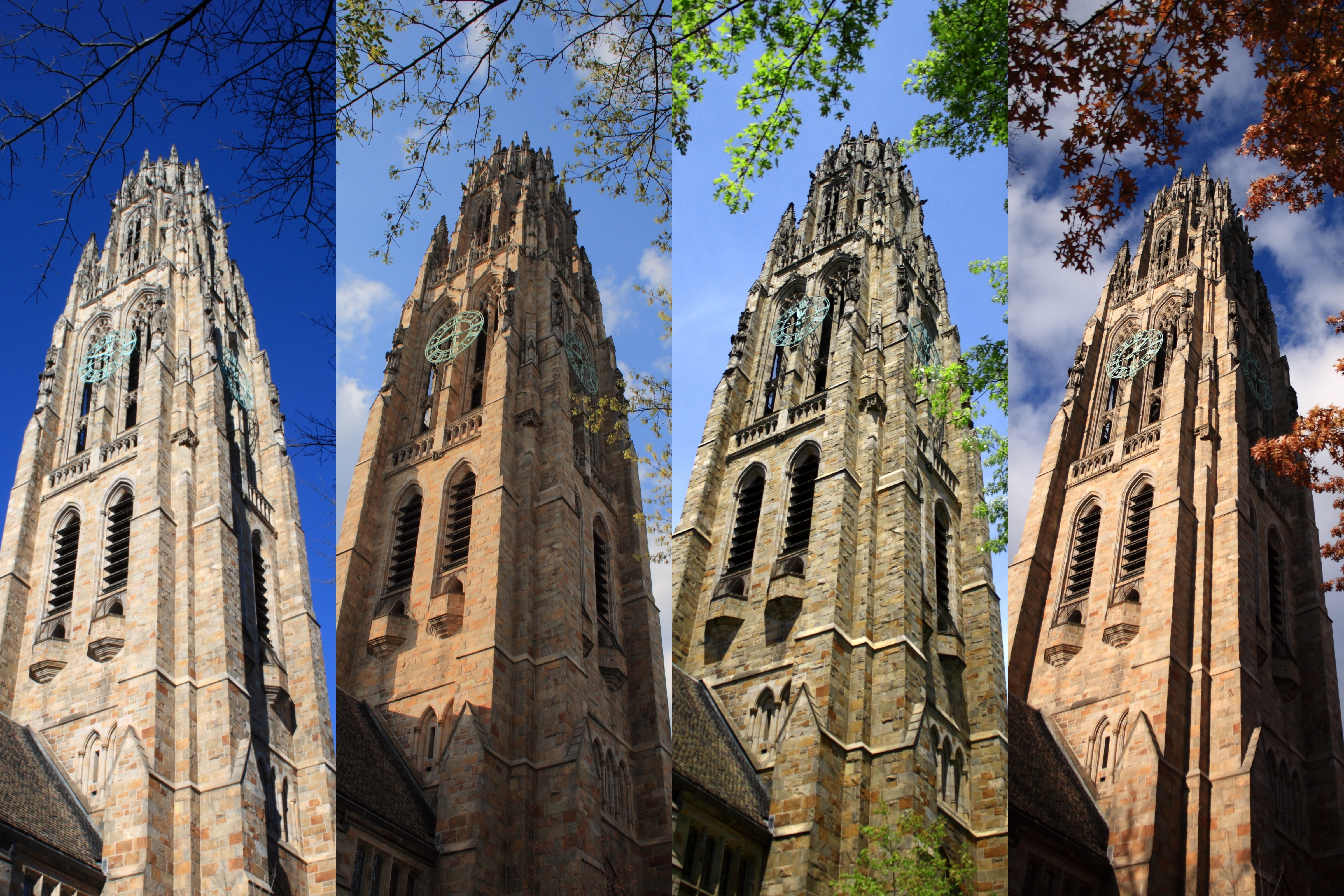
Harkness Tower en invierno, primavera, verano, otoño

La torre fue construida entre 1917 y 1921 como parte del Cuadrángulo Memorial donado a Yale por Anna M. Harkness en honor a su hijo recientemente fallecido, Charles William Harkness, un graduado de Yale en 1883. Cuando se inauguró el sistema de colegios residenciales en 1933, la torre se convirtió en parte de Branford College.Fue diseñado por James Gamble Rogers, un compañero de clase de Yale College del otro hijo de Anna Harkness, Edward S. Harkness. James S. Hedden fue el supervisor del contratista para el proyecto y tomó muchas fotografías del progreso de la construcción. La torre se renovó de septiembre de 2009 a mayo de 2010 para reparar su mampostería y adornos. 

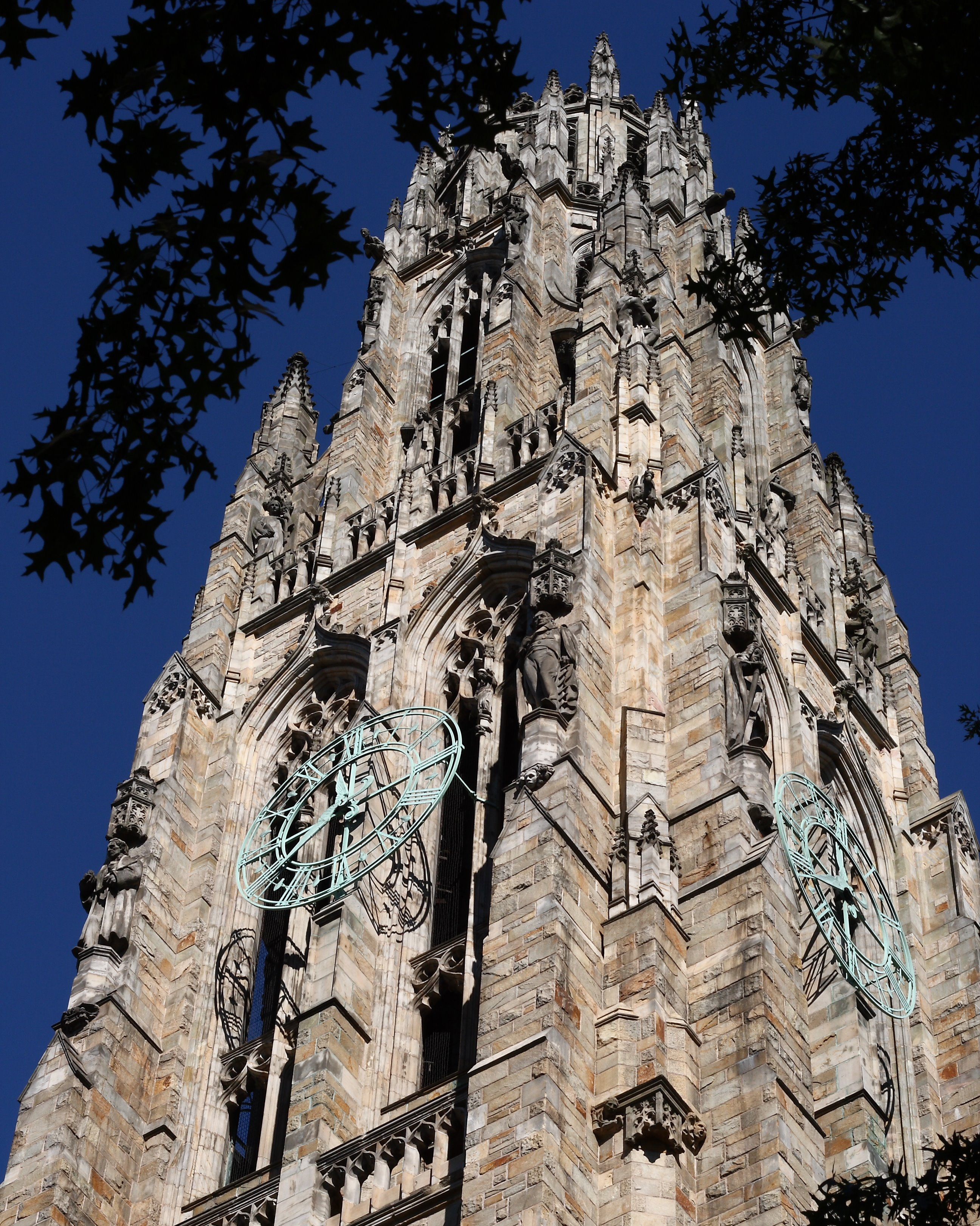
Harkness Tower

- Datos: Q1585431
- Multimedia: Harkness Tower / Q1585431